# Juan Carlos Heredia
Juan Carlos Heredia (Córdoba, 27 aprile 1922 – 21 aprile 1987) è stato un calciatore argentino, di ruolo attaccante.
Soprannominato Milonga, è il padre dell'omonimo calciatore, ex centrocampista argentino naturalizzato spagnolo.